# Еркрат
Еркрат (нім. Erkrath) — місто в Німеччині, знаходиться в землі Північний Рейн-Вестфалія. Підпорядковується адміністративному округу Дюссельдорф. Входить до складу району Меттман.
Площа — 26,89 км2. Населення становить 43 878 ос. (станом на 31 грудня 2020).